# Цзян Пин
Цзян Пин (кит. упр. 江平, пиньинь Jiāng Píng, 28 декабря 1930 года в Дайрене — 19 декабря 2023) — китайский юрист. Он был президентом Китайского университета политических наук и права, а также членом Постоянного комитета Всекитайского собрания народных представителей.

## Биография
Цзян Пин родился 28 декабря 1930 года в Дайрене (на территории занятой Японией Квантунской области). В 1948 году он поступил в Яньцзинский университет, а в 1951 году отправился в Советский Союз для изучения права и в 1956 году окончил МГУ. После окончания университета Цзян Пин стал преподавателем Пекинского колледжа политических наук и права.
В 1988 году Цзян стал президентом Китайского университета политических наук и права. Ушёл с должности в 1990 году, так как поддержал студентов в инциденте 4 июня. До смерти Цзян Пин был профессором Китайского университета политических наук и права. Ранее он также был главой Пекинской арбитражной комиссии, советником, арбитром, членом комитета экспертов Китайской международной комиссии по экономическим и торговым арбитражам.
Выступал с лекциями в Гентском университете, Гонконгском университете, Римском университете Тор Вергата, Университете Аояма и Колумбийском университете. Был почётным доктором юридических наук Гентского университета и Папского Католического университета Перу. Он также получил ряд наград за свою преподавательскую и научную деятельность.
Во время активной законотворческой деятельности в 1990-х годах он был заместителем председателя юридического комитета VII Всекитайского собрания народных представителей. Цзян был главным экспертом в разработке Общих принципов гражданского права (в Китае нет единого гражданского кодекса), Административного процессуального закона, законодательства в области имущественного и договорного права и других основополагающих законов Китая. После ухода с должности в 1993 году Цзян Пин возобновил преподавательскую деятельность в Китайском университете политических наук и права. Он является ярым активистом пропаганды верховенства права в Китае. Цзян Пин является экспертом по романо-германской правовой системе, особенно по римскому праву.